# Точка Ферма
То́чка Ферма́ — точка плоскости, сумма расстояний от которой до вершин треугольника является минимальной. Точку Ферма также иногда называют точкой Торричелли или точкой Ферма — Торричелли. Точка Ферма даёт решение проблемы Штейнера для вершин треугольника. В английской литературе точку Ферма также называют изогональным центром (isogonic center) X(13).

## История
Точка Ферма впервые предложена описана Ферма:
«Datis tribus punctis, quartum reperire, a quo si ducantur tres rectæ ad data puncta, summa trium harum rectarum sit minima quantitas». P. de Fermat, «Œuvres de Fermat», 1679, Livre I, Paris.(лат. «Для трех заданных точек найти четвертую, такую что если от неё провести прямые линии до данных точек, сумма расстояний будет наименьшей». П. Ферма).

## Свойства
Теорема Лестера. В любом разностороннем треугольнике две точки Ферма, центр девяти точек и центр описанной окружности лежат на одной окружности (окружности Лестера).

## Построение
Теорема (Э. Торричелли, Б. Кавальери, Т. Симпсон, Ф. Хейнен, Ж. Бертран). Построим на сторонах произвольного треугольника {\displaystyle ABC} во внешнюю сторону равносторонние треугольники {\displaystyle ABC'}, {\displaystyle BCA'}, {\displaystyle CAB'}. Тогда шесть кривых — три окружности, описанные вокруг этих правильных треугольников, и прямые {\displaystyle AA'}, {\displaystyle BB'}, {\displaystyle CC'} пересекаются в одной точке {\displaystyle X}. Если все углы треугольника {\displaystyle ABC} не превосходят {\displaystyle 120^{\circ }}, то {\displaystyle X} лежит в треугольнике {\displaystyle ABC} и является точкой Ферма {\displaystyle S}. В этом случае углы между отрезками {\displaystyle AS}, {\displaystyle BS} и {\displaystyle CS} равны между собой и, значит, равны {\displaystyle 120^{\circ }}. Более того, длины отрезков {\displaystyle AA'}, {\displaystyle BB'} и {\displaystyle CC'}, называемых линиями Симпсона, тоже равны между собой и равны {\displaystyle AS+BS+CS}. Если один из углов треугольника {\displaystyle ABC} больше {\displaystyle 120^{\circ }}, то {\displaystyle X} лежит вне треугольника {\displaystyle ABC}, а точка Ферма {\displaystyle S} совпадает с вершиной тупого угла.
Теорема дает алгоритм построения точки Ферма с помощью циркуля и линейки. В нетривиальном случае, когда все углы треугольника меньше {\displaystyle 120^{\circ }}, точку Ферма находят как пересечение любых двух из шести кривых, описанных в теореме.
Физически эту точку можно построить так: отметим на плоской гладкой горизонтальной поверхности точки {\displaystyle A}, {\displaystyle B} и {\displaystyle C} и просверлим в отмеченных местах сквозные отверстия; свяжем три нити и пропустим сверху их свободные концы через отверстия; привяжем к свободным концам грузы одинаковой массы; когда система придет в равновесие, узел окажется в точке Ферма для треугольника {\displaystyle ABC}.

## Замечание
Кстати, на первом рисунке справа центры трёх равносторонних треугольников сами являются вершинами нового равностороннего треугольника (Теорема Наполеона). Кроме того, {\displaystyle AA'=BB'=CC'}.

## Нахождение точки Ферма. Множители Лагранжа
Есть подход к нахождению точки внутри треугольника, для которой сумма расстояний до вершин треугольника минимальна, заключается в использовании одного из методов оптимизации в математике. В частности, метод множителей Лагранжа и теоремы косинусов.
Мы рисуем линии от точки внутри треугольника до его вершин и называем их X, Y и Z. Кроме того, пусть длины этих линий равны x, y и z соответственно. Пусть угол между X и Y равен α, Y и Z — β. Тогда угол между X и Z равен (2π — α — β). Используя метод множителей Лагранжа, мы должны найти минимум лагранжиана L, который выражается как:
L = x + y + z + λ1 (x2 + y2 − 2xy cos(α) − a2) + λ2 (y2 + z2 − 2yz cos(β) − b2) + λ3 (z2 + x2 − 2zx cos(α + β) − c2)
где a, b и c — длины сторон треугольника.
Приравнивая каждую из пяти частных производных δL/δx, δL/δy, δL/δz, δL/δα, δL/δβ нулю и исключая λ1, λ2, λ3, в конечном итоге получаем sin (α) = sin (β) и sin (α + β) = — sin (β), поэтому α = β = 120 °. Однако выкладки являются долгим и утомительным делом, и конечный результат охватывает только Случай 2, когда ни один из углов ≥ 120°.

## Точка Торричелли
Точка Торричелли — точка треугольника, из которой все стороны видны под углом в {\displaystyle 120^{\circ }}. Существует только в треугольниках с углами, меньшими {\displaystyle 120^{\circ }}, при этом она единственна и, значит, совпадает с точкой Ферма.